# Marthe Chenal
Pour les articles homonymes, voir Chenal.
Marthe Chenal, née le 24 août 1881 à Saint-Maurice et morte dans le 8e arrondissement de Paris le 28 janvier 1947, est une soprano d'opéra française active entre 1905 et 1923. Bien qu'elle ait chanté avec plusieurs compagnies d'opéra en France et dans le monde, sa carrière est principalement centrée au palais Garnier et à l'Opéra-Comique à Paris. Elle a particulièrement excellé dans les œuvres de Jules Massenet et de Camille Erlanger.
Chenal était admirée pour son excellent chant mais aussi pour ses spectaculaires prouesses dramatiques, certains critiques la comparant à l'actrice Sarah Bernhardt. Femme remarquable et séduisante, Chenal a été surnommée par la presse internationale « la plus belle femme de Paris ». Elle a été remarquée pour son interprétation de La Marseillaise,. Sa voix est conservée sur un certain nombre d'enregistrements faits avec Pathé en 1915.

## Biographie

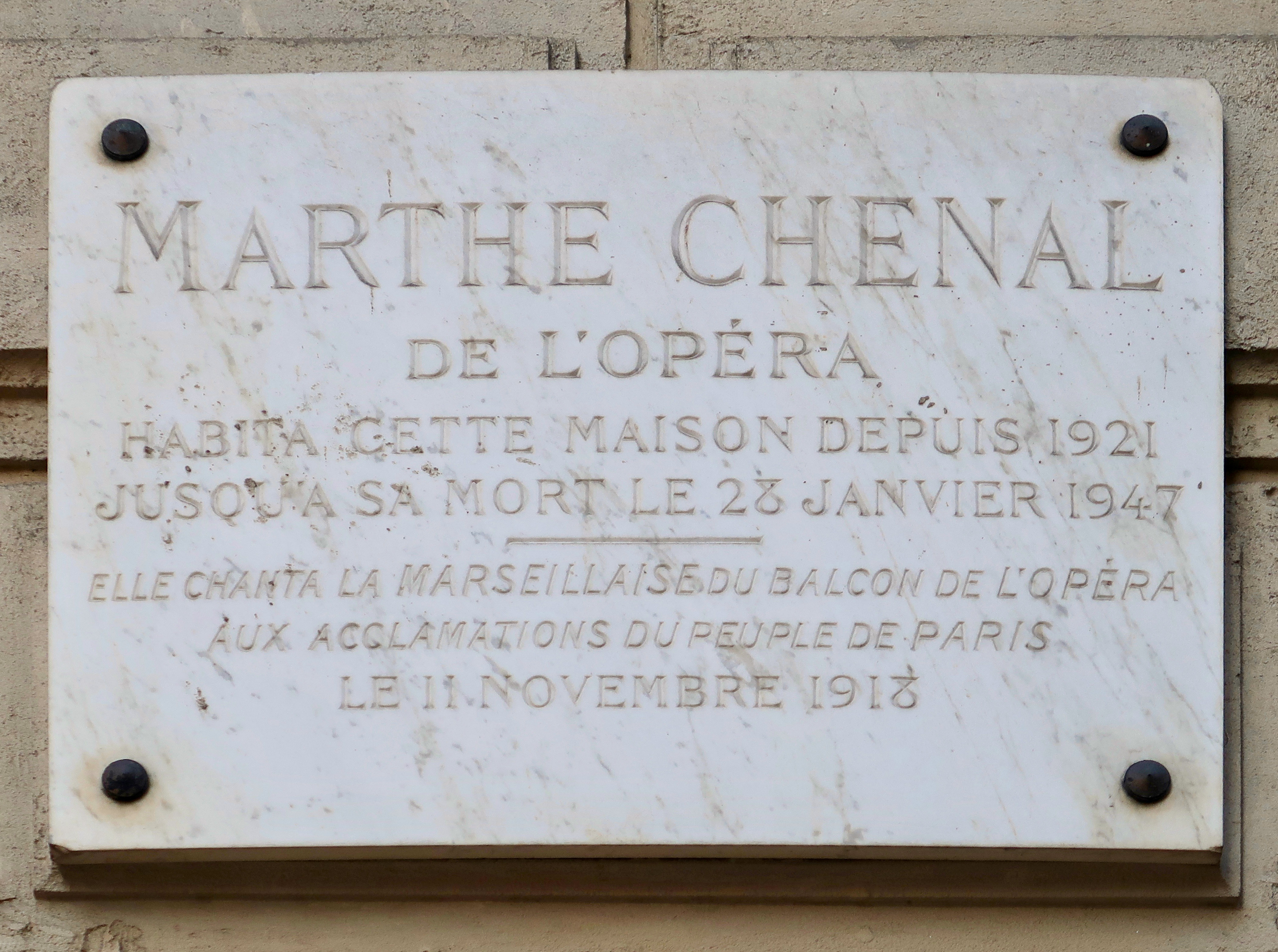
Plaque no 94 rue de Courcelles (8e arrondissement de Paris), où elle vécut de 1921 à 1947.

Née à Saint-Maurice, Chenal a été éduquée au couvent de la Basilique du Sacré-Cœur, Paris. Elle entre au Conservatoire de Paris en 1901 où ses professeurs lui conseillèrent de ne pas continuer dans une carrière musicale. Un enseignant est même allé jusqu'à suggérer qu'elle poursuivre une carrière au Moulin Rouge. Dans la foulée, Chenal continua des études sur l'opéra avec Martini et en 1905, lors de sa dernière année d'étude, elle remporte le premier prix du conservatoire au concours de chant.
Chenal fait ses débuts à l'opéra en 1905 au palais Garnier dans le rôle de Brunehild dans Sigurd d'Ernest Reyer. Elle continue à chanter dans cet opéra les trois années suivantes dans des rôles tels qu'Elizabeth dans Tannhäuser de Richard Wagner,  Marguerite dans Faust de Charles Gounod, Donna Anna dans Don Giovanni de Mozart et le rôle-titre dans Ariane de Massenet.
En 1908, Chenal rejoint la liste des principaux chanteurs de l'Opéra-Comique où elle fait ses débuts dans le rôle-titre d’Aphrodite (Opéra) de Camille Erlanger. Elle chanta souvent à l'Opéra-Comique durant sa carrière, notamment en apparaissant dans plusieurs premières mondiales : on ne badine pas avec l'amour de Gabriel Pierné, Le Roi Candaule de Alfred Bruneau et La Sorcière et Bacchus triomphant de Erlanger.
Entre 1908 et 1910 Chenal fait un certain nombre d'apparitions saluées à l'Opéra de Monte-Carlo en particulier dans les rôles-titres de Proserpine de Saint-Saëns, Rusalka d'Alexandre Dargomyjski et la Tosca de Puccini. Elle revient plus tard à Monte-Carlo, en 1926, pour incarner le rôle-titre de Carmen de Georges Bizet.
En 1909, Chenal apparaît dans la première mondiale de Bacchus triomphant de Camille Erlanger au Grand Théâtre de Bordeaux. L'année suivante, elle retourne à l'Opéra National de Paris lors de la première mondiale de l'opéra Le miracle de Georges Hüe. Après 1910, durant treize ans elle joue à la fois au palais Garnier et à l'Opéra-Comique. Sa dernière apparition à l'Opéra-Comique en 1923 a lieu avec le rôle de Margared dans Le roi d'Ys de Lalo.
Le 11 novembre 1918, drapée du drapeau tricolore, elle chante La Marseillaise en haut des marches de l'opéra Garnier, devant les troupes qui défilent sur la place et Georges Clemenceau qui regarde depuis la fenêtre du Grand Hôtel.
Chenal chanta peu hors de France. Elle chanta à la Manhattan Opera House de New York à quelques reprises au cours de sa carrière. En 1917, elle apparaît au Teatro Costanzi de Rome dans le rôle-titre dans Sapho de Massenet et a donné un concert d'airs d'opéra français à La Scala de Milan.
Le 11 novembre 1918, jour de l'Armistice, elle chante La Marseillaise sur les marches de l'Opéra de Paris devant des milliers de Parisiens.
Elle est enterrée au cimetière de Maisons-Alfort.

## Discographie
Chez Pathé, sur disque à saphir enregistrés en 1914 et 1915 :
- Werther, Air des larmes
- Carmen, Habanéra
- Sigurd, Salut, splendeur du jour
- Hérodiade, Il est doux, il est bon
- La Tosca, D’art et d’amour, je vivais toute
- La Belle Hélène, Invocation à Vénus
- La fille de Madame Angot, Les Soldats d'Augereau
- La fille de Madame Angot, Jours fortunés (en duo avec Jeanne-Louise Tiphaine)
- Ave Maria (Gounod)
- La Marseillaise
- Le chant du Départ